# Braunschweigs voetbalkampioenschap 1908/09
In 1908/09 werd het vijfde Braunschweigs voetbalkampioenschap gespeeld, dat georganiseerd werd door de Noord-Duitse voetbalbond. Eintracht Braunschweig werd kampioen en plaatste zich voor de Noord-Duitse eindronde. De club versloeg FC Eintracht Hannover en Holstein Kiel alvorens in de finale te verliezen van Altonaer FC 1893.

## Eindstand
| Plaats | Club                         | Wed. | W | G | V | Saldo | Ptn  |
| ------ | ---------------------------- | ---- | - | - | - | ----- | ---- |
| 1.     | FC Eintracht Braunschweig    | 6    | 6 | 0 | 0 | 32:2  | 12:0 |
| 2.     | FV 05 Braunschweig           | 6    | 3 | 0 | 3 | 11:17 | 6:6  |
| 3.     | FC Eintracht Braunschweig II | 6    | 2 | 0 | 4 | 4:11  | 4:8  |
| 4.     | BV Wacker 06 Braunschweig    | 6    | 1 | 0 | 5 | 3:30  | 2:10 |

|  | Kampioen |